# ニコラス・オマスールの肖像
『ニコラス・オマスールの肖像』（ニコラス・オマスールのしょうぞう、西: Retrato de Nicolás Omazur、英: Portrait of Nicolás Omazur）は、スペインのバロック絵画の巨匠バルトロメ・エステバン・ムリーリョが1672年にキャンバス上に油彩で制作した絵画である。ムリーリョは主に宗教的主題の作品を描いたが、居住していたセビーリャの重要な人物の肖像画も描いており、本作はそのうちの1点である。1806年にマドリードのベルナルド・イリアルテ (Bernardo Iliarte) 氏が手放した後、作品はスペイン国外にあったが、1962年にパリで購入されて以来、マドリードのプラド美術館に所蔵されている。

## 作品
この絵画にはすべての側面において記述が残されており、古い複製にはラテン語の銘文とムリーリョの署名および制作年が記されている。絵画は画家の宗教的主題の作品に見られる色彩の豊穣さからは大きく隔たっており、その厳粛さはスペインの芸術的伝統だけでなくフランドル美術の影響も示している。
モデルの人物ニコラス・オマスールは、1672年に自身の妻の肖像とともにこの絵画を友人あったムリーリョに委嘱した。彼は1609年ごろアントウェルペンに生まれ、セビーリャに移ってきたフランドル商人であったが、余暇に詩を嗜み、美術品の収集家でもあった。彼の死に際して作成された目録が示すように、彼は30点ほどのムリーリョの作品も所有していた。
画家は、本作でロンドン・ナショナル・ギャラリーにある『自画像』のように人物の明快で正確な肖像を提示しており、同じく楕円形の構図に収めている。絵画の要素は2つのみに集約される。1つは人物を道徳的、知的視点から特徴づける頭蓋骨であり、もう1つは全画面の表現の中心となっている非常に生き生きとした人物の顔である。頭蓋骨は、この肖像画を現世の栄光の儚さについて瞑想させるヴァニタス画に変貌させている。また、オマスールの妻を描いた肖像画にはバラの花が描かれており、美の有限性を訴える作品となっている。

## ギャラリー

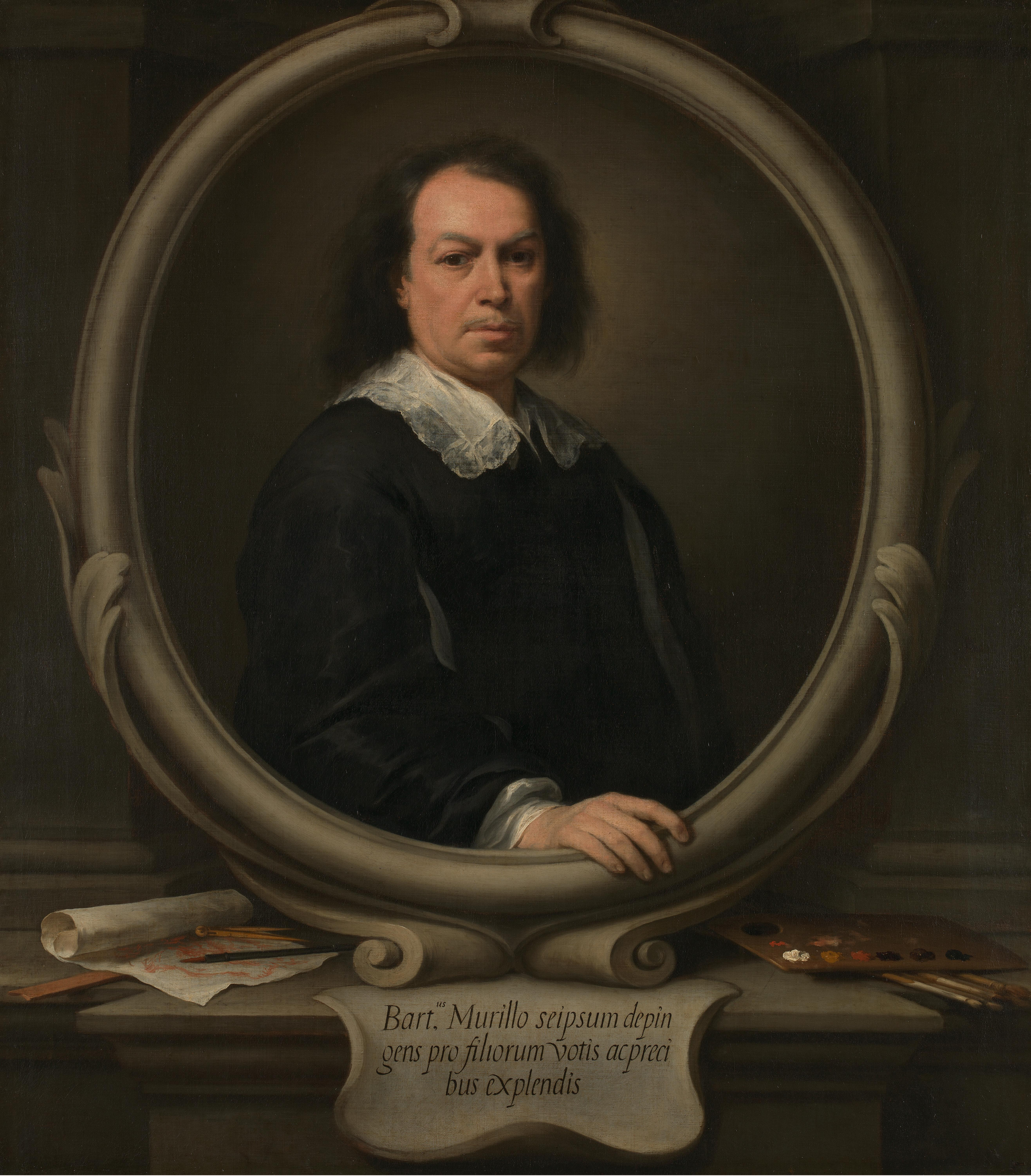
ムリーリョ『自画像』(1670年ごろ)、ナショナル・ギャラリー (ロンドン)
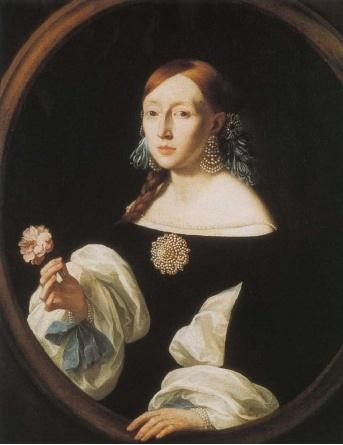
ムリーリョ『ニコラス・オマスールの妻イサベル・デ・メルカンポの肖像』(1674年)、ポロックハウス（英語版）、(グラスゴー)